# Schindelmacher

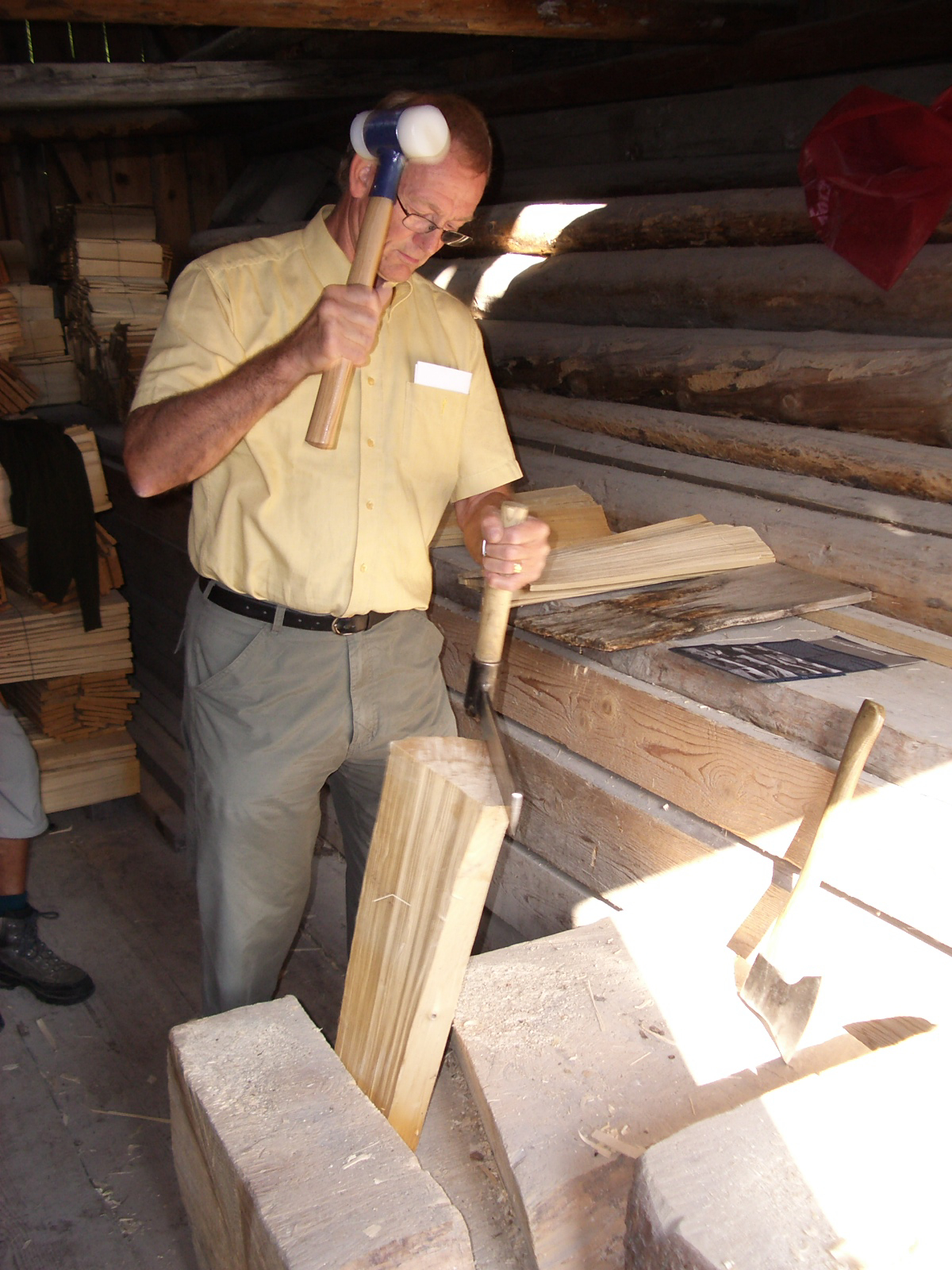
Schindelmacher mit Schindelmesser in Safien Platz

Schindelmacher ist ein Beruf, der sich auf die Holzbearbeitung von Schindeln spezialisiert hat. Er wird heute nur noch selten ausgeübt und zählt damit zu den aussterbenden Berufen.

## Geschichte
Bereits in der Vorantike wurden schwach geneigte Dachstühle (Tätschdächer) mit Holzschindeln schuppenartig ausgelegt, damit das Wasser nicht ins Haus eindringen konnte. Die Holzschindeln waren anfänglich nur mit Latten und Steinen beschwert. Ab dem 17. Jahrhundert wurden die Dächer steiler ausgeführt, was die Befestigung der Holzschindeln mit Nägeln erforderlich machte. Die ersten Häuser mit einem genagelten Dach trugen vielfach den Namen „Nageldach“.
Vor allem die Dächer der Häuser in den Alpen, Voralpen sowie im  Schwarzwald pflegte man mit Holzschindeln zu bedecken. Sie vermögen große Schneelasten zu tragen, sind langlebig und billig, denn das Holz wächst vor der Tür. Eine handgefertigte Schindel hält 80 – 100 Jahre. In der Zeit muss sie isolieren und schützen. Grau wird sie in einem Jahr. Ursprünglich bauten die Bauern ihre Häuser und Ställe selbständig oder mit Hilfe von Bauern, die das Schindelmachen als Nebenbeschäftigung betrieben. Der große Nachteil der Schindeln ist ihre leichte Entzündbarkeit. Verheerende Dorfbrände (Brand von Glarus 1861) haben zum Beispiel im Kanton Graubünden 1872 zu einem Verbot von Holzschindeldächern bei Neubauten geführt, das erst 1983 für Ausnahmefälle wieder aufgehoben wurde. In den 1950er Jahren ließ das Interesse an Schindeln nach.
Heute erfährt das Schindelmachen eine gewisse Renaissance. Mit kleinen Schindeln bedeckt man wieder Brücken-, Kloster- und Kirchendächer. Schindeln eignen sich ganz besonders für bewegte Formen und für die moderne Architektur. Im Bündner Safiental wurde 2004 der Verein Safier Ställe gegründet, um die Safier Ökonomiebauten mit neuen Holzschindeldächern zu retten. Damit wurde auch das Handwerk wiederbelebt, indem es von erfahrenen Alten neu erlernt wurde.
Die Chesa Futura in St. Moritz des englischen Architekten Sir Norman Fosters ist mit 250'000 handgefertigten Schindeln der Schindelmacher Patrick und Heidi Stäger aus Untervaz bedeckt. Dafür arbeiteten sieben Personen ein ganzes Jahr und verwendeten 300-jährige Lärchen aus dem Unterengadin.

## Arbeitsvorgang

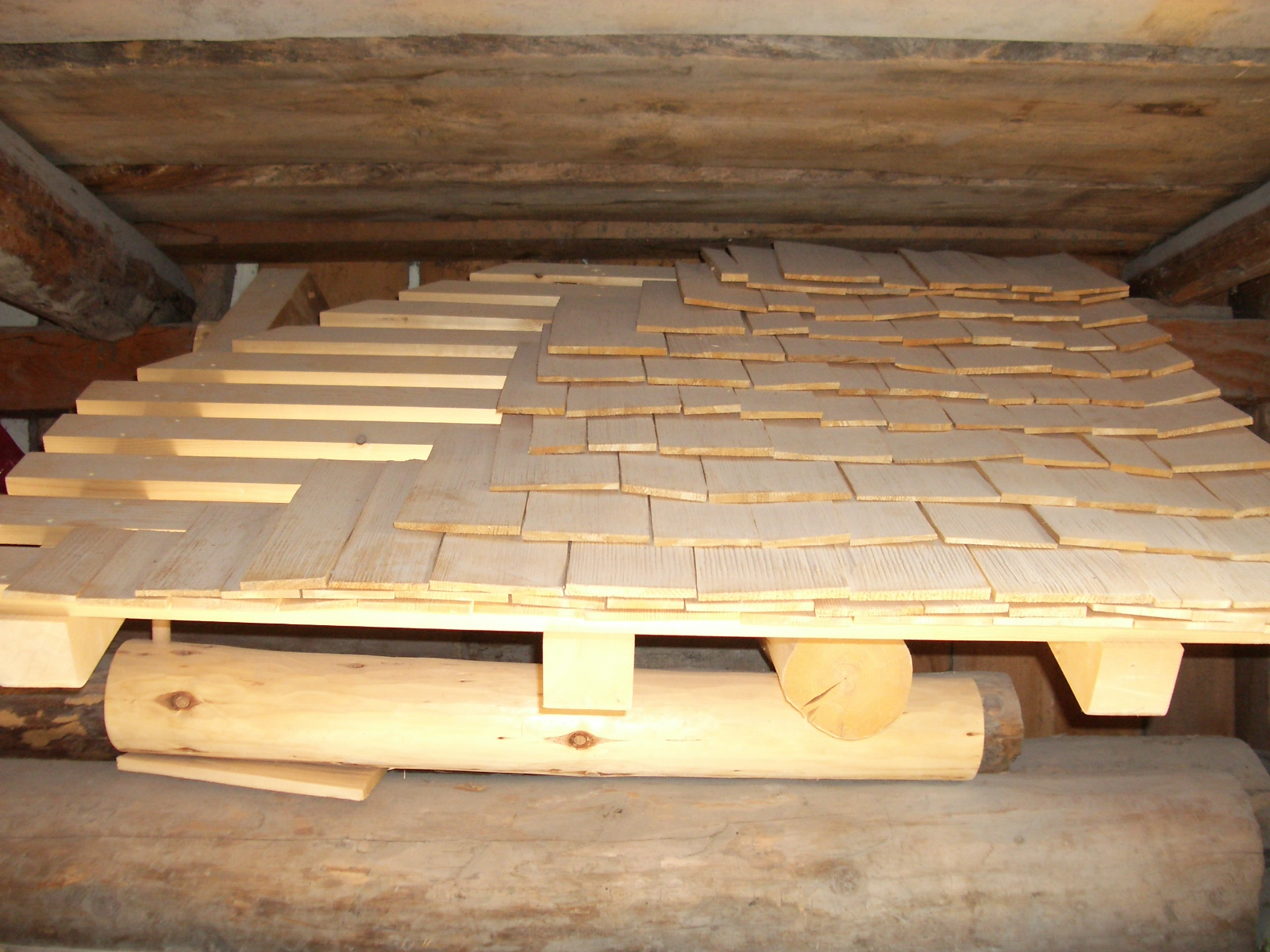
Schindeldachmodell

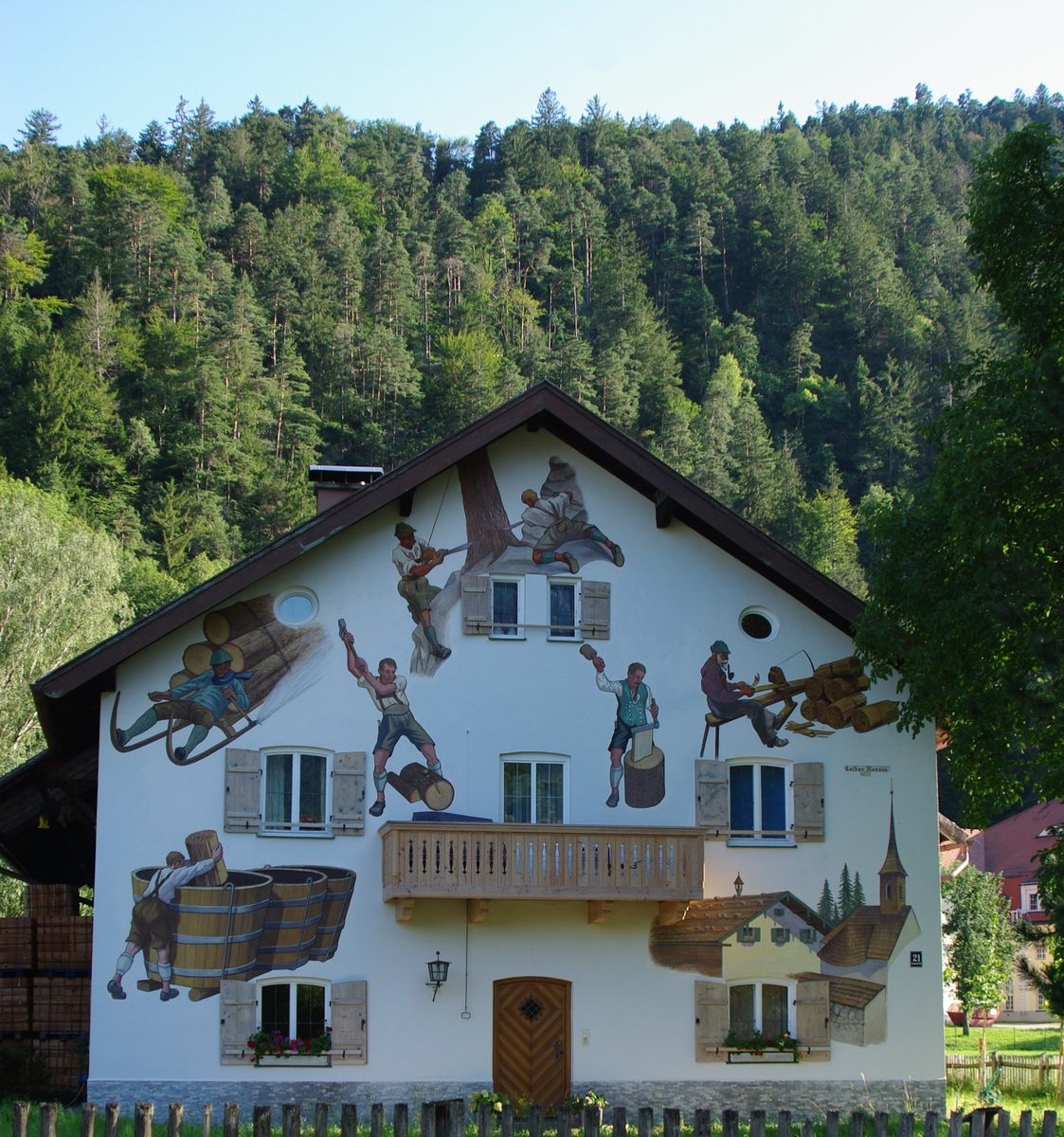
Fassadenmalerei mit Motiven der Schindelherstellung, Fa. Rapold in Bad Reichenhall

Der Schindelmacher muss vier Regeln beachten: das richtige Holz, vom richtigen Ort und zur richtigen Zeit schlagen sowie es richtig verarbeiten.
Im Safiental wird Fichtenholz von 150- bis 200-jährigen, langsam gewachsenen Fichten verwendet. Wenn in der Gegend vorhanden, kommt auch langsam gewachsene feinjährige Lärche infrage, wo die Jahresringe möglichst nahe beisammen liegen. Das Holz muss aus der unmittelbaren Umgebung kommen, weil die Erfahrung zeigt, dass Holz aus der Region dem (alpinen) Klima und den ortstypischen Wetterverhältnissen angepasst ist und die Schindeldächer aus diesem Holz viel länger halten.
Das Holz wird vom Förster im Winter geschlagen, wobei nur die untersten drei bis zehn Meter eines Baumstammes zum Schindeln geeignet sind. Das Schindelholz muss hohen Ansprüchen genügen und wird speziell ausgewählt. Geeignet sind nur Bäume, die eine sogenannte «Linksdrehung» aufweisen und die von Hand aufgespalten wurden, damit sich das Holz nach dem Bearbeiten nicht verdreht und seine Form behält.
Das Holz wird entrindet und auf exakt 57 Zentimeter lange Burren zugeschnitten. Der Förster muss auf dem Holz die Wuchsrichtung markieren, weil die Schindel so auf das Dach zu liegen kommen muss, wie der Baum gewachsen ist. Das heißt, die Wurzel soll nach unten zeigen und die Krone nach oben, damit das Wasser der Faser entlang abfließen kann. Der Schindelmacher bezieht das Holz vom Sägewerk mit der Markierung, die ihm zeigt, wo die Wurzel des Baumes lag.
Mit Schlägel und Keil spaltet der Schindelmacher die Burren in Spälte, die wie mundgerechte Tortenstücke aussehen. Aus den Spälten werden dann die Schindeln gemacht, das eigentliche Kunsthandwerk.
Gespalten wird nach Augenmaß. Man unterscheidet 8 – 11 Millimeter dicke oder 3 – 6 Millimeter dünne Schindeln. Die Schindeln sollten flach sein, damit sie dreilagig auf dem Dach befestigt werden können; deshalb eignen sich krumm gewachsene Bäume zur Herstellung von Schindeln nicht. Nach dem Spalten wird der Splint, der äußere Rand, entfernt, er ist zu jung. Auch das Mark kommt weg, es ist zu unruhig.
Für die Qualitätskontrolle braucht es erfahrene Ohren. Der Dreiton beim Spalten beginnt mit einem Knarzen, gefolgt von einem hellen, knackigen Rissgeräusch und einem trockenen Knall.
Sägen eignet sich zur Bearbeitung von Schindeln nicht, weil dabei Fasern aufgerissen werden, die später Wasser aufsaugen, was die Lebenszeit massiv verkürzt. In der Regel werden drei bis vier Lagen für Dächer versetzt übereinander genagelt und drei Lagen für Fassaden. In einer Stunde ist ein Quadratmeter aufgenagelt, in zwei Stunden sind die dafür nötigen 100 Schindeln gefertigt.

## Werkzeug

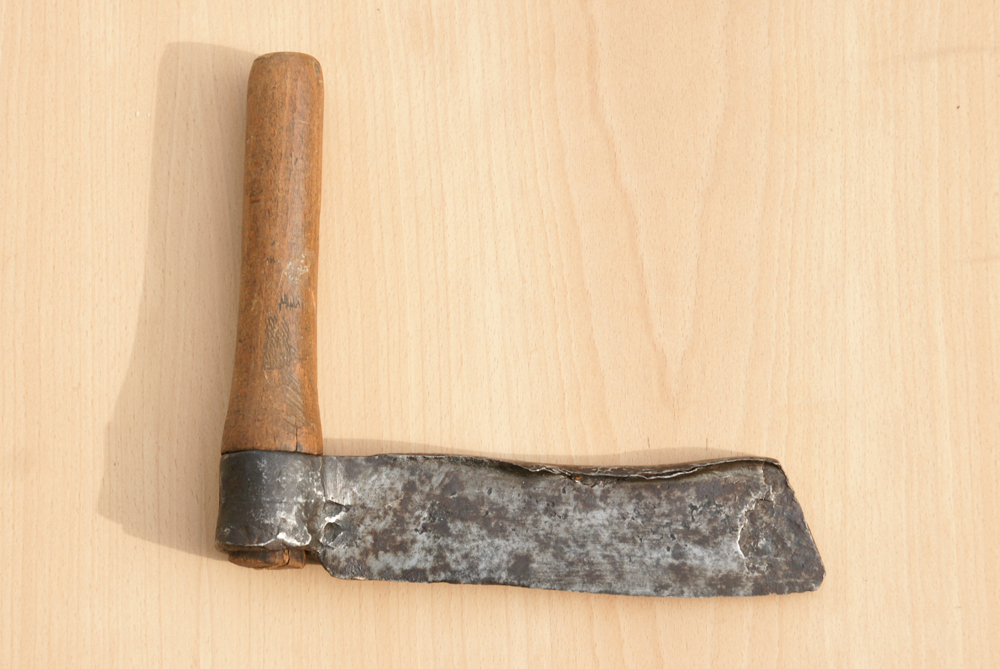
Schindelmesser

Das Schindelmesser ist heute kürzer, leichter und damit handlicher als früher. Früher machte man die Schindeln viel dicker. Das wirkte sich auf den Holzverbrauch aus; man benötigte doppelt so viel Holz wie heute. Früher wurden die großen Schindeln mit Holz und Steinen befestigt, weil die Nägel, die es zu dieser Zeit gab, teuer, rar und unhandlich waren.